# Walter Mischel
Walter Mischel (Vienna, 22 febbraio 1930 – New York, 12 settembre 2018) è stato uno psicologo austriaco.
Specializzato nella teoria della personalità e nella psicologia sociale, un sondaggio della Review of General Psychology, pubblicato nel 2002, ha classificato Mischel come il 25° psicologo più citato del 20º secolo.

## Biografia
Walter Mischel nasce a Vienna, Austria ed emigra negli Stati Uniti con la famiglia nel 1938. Cresce a Brooklyn, New York, e ottiene il PhD in psicologia clinica presso la Ohio State University nel 1956. Insegna nelle università del Colorado, Harvard e Stanford, trasferendosi nel 1983 alla Columbia University di New York City, dove Robert Johnston Niven è professore di scienze umanistiche. Colleziona numerose onorificenze, tra le quali il Distinguished Scientific Contribution Award, il Distinguished Scientific Award dell'American Psychological Association e il prestigioso Grawemeyer Award per la psicologia nel 2011. Mischel è stato anche un artista prolifico e di talento.

## Attività scientifica
Ha sviluppato il marshmallow test, importante negli studi di psicologia sociale e della personalità, e per lo studio longitudinale correlato che mostrò l'importanza del controllo degli stimoli e del rafforzamento.
Negli anni 60 offre a dei bambini di 4 anni dei marshmallow, spiegando loro che potevano prenderne uno subito o aspettare 20 minuti e prenderne due. Dopo 14 anni riferì che i bambini che si erano comportati impulsivamente erano diventati dei giovani con bassa autostima e un livello basso di frustrazione, mentre quelli che avevano aspettato si erano trasformati in persone socialmente più competenti, con maggior successo negli studi, meglio adattati psicologicamente e più affidabili. 
Ha teorizzato, nel processo decisionale, la presenza contemporanea di due tipi di pensiero generale: uno caldo in gran parte inconscio, automatico e veloce e uno freddo razionale, analitico e lento.